# بيشاسب
بيشاسب هي قرية في مقاطعة سردشت، إيران. يقدر عدد سكانها بـ 285 نسمة بحسب إحصاء 2016.